# Masami Kubota
Masami Kubota (japonès: 久保田正躬)  (prefectura d'Ōsaka, 6 de desembre de 1931) és un gimnasta artístic japonès, ja retirat, que va competir durant la dècada de 1950.
El 1956 va prendre part en els Jocs Olímpics d'Estiu de Melbourne, on disputà vuit proves del programa de gimnàstica. Guanyà la medalla de plata en el concurs complet per equips i les barres paral·leles i la de bronze en les anelles. En les altres proves destaca la vuitena posició en el concurs complet individual.
En el seu palmarès també destaca una medalla de plata en el concurs complet per equips al Campionat del Món de gimnàstica artística de 1954.